# Wandatta
Albums de Lio
Des fleurs pour un caméléon
(1991) Je suis comme ça
(2000)
Wandatta est le septième album studio de la chanteuse Lio. Enregistré en 1993, il est sorti en 1996 et a été réédité chez ZE Records en 2005.

## Titres
| No  | Titre                                    | Paroles       | Musique         | Durée |
| --- | ---------------------------------------- | ------------- | --------------- | ----- |
| 1.  | Felix                                    | Boris Bergman | Speedy Graphito | 1:46  |
| 2.  | Escapa                                   | Boris Bergman | Lucas Martinez  | 9:22  |
| 3.  | Manchettes                               | Boris Bergman | Dimitri Tikovoï | 4:41  |
| 4.  | J'te frappe                              | Boris Bergman | Paul Ives       | 4:13  |
| 5.  | Cruauté menthol                          | Boris Bergman | Dimitri Tikovoï | 5:12  |
| 6.  | Garde à vue                              | Boris Bergman | Paul Ives       | 2:48  |
| 7.  | Soirs de Tour Eiffel                     | Boris Bergman | Makoto Carteron | 3:39  |
| 8.  | Ghettos (Titre original : In The Ghetto) | Mac Davis     | Mac Davis       | 3:03  |
| 9.  | Idylle à Vera Cruz                       | Boris Bergman | Paul Ives       | 4:10  |
| 10. | Tristeza                                 | Boris Bergman | Lucas Martinez  | 3:17  |
| 11. | Léonard (Part 1)                         | Boris Bergman | Makoto Carteron | 1:53  |
| 12. | In extremis                              | Boris Bergman | Dimitri Tikovoï | 3:25  |
| 13. | Chesterfield                             | Boris Bergman | Paul Ives       | 4:38  |
| 14. | 7 étages sans ascenseur                  | Boris Bergman | Paul Ives       | 3:27  |
| 15. | Léonard, le retour                       | Boris Bergman | Makoto Carteron | 1:38  |

## Single
- Tristeza - 1996

## Production

### Musiciens
- Basse : Fred Payonne, et Jérôme Goldet sur « Manchettes »
- Batterie : Dimitri Tikovoï et Philippe Daï
- Guitares : Éric Traissard et Lucas Martinez
- Guitares Solo sur « Manchettes », « Chesterfiled », « In extremis » et « Cruauté Menthol » : Le Baron
- Claviers : Gilles Erhart
- Claviers sur « Escapada » : Vic Emerson
- Programmation sur « Escapada » : Lucas Martinez
- Bandonéon : Walter de Aroujo sur « Tristeza »
- Chœur : The C.C Sisters : Silvaine Bordy, LNA et Wanda
- Chœur sur « Cruauté Menthol » : Corinne Daraï & Mimi Felixine
- Chœur sur « Léonard » : Makoto, Ayako et Mako
- Percussions sur « Manchettes » : Feedback
- Rodrigo Barahona et ses Mariachis Anahual sur « Idylle à Vera Cruz »
- Voix & Trompette sur « Idylle à Vera Cruz » : Salvador Garcia
- Trompette sur « Ghettos » : Abraham Morales
- Flûte sur  « Escapada » : Malik Mezzadri

### Son
Produit par Lio & Philippe Draï
Arrangements par Philippe Draï sauf :
- Dimitri Tikovoï (chansons 3, 5, 12)
- Makoto Carteron (chansons 7, 9, 11, 15)
- Speedy Graphito (chanson 1)

Enregistré au Studio Musica (Ingénieur du son : Michel Olivier assisté par David Vadant)
et au Studio de La Grande Armée (Christophe Jeauseau, Bruno Sourice et Big Marco) en 1993
Mixé par Michel Olivier au Studio de La Grande Armée, printemps 1993

### Design
Original Art Cover Design par Guy Peellaert